# Un homme, un vrai
Ne doit pas être confondu avec Un homme, un vrai (mini-série).
Pour plus de détails, voir Fiche technique et Distribution.
Un homme, un vrai est une comédie dramatique française, sortie en salles en 2003 et réalisée par Arnaud et Jean-Marie Larrieu, qui en ont également coécrit le scénario avec Sophie Fillières.

## Synopsis
Boris, timide apprenti cinéaste, et Marilyne, dynamique cadre supérieure, se rencontrent dans une soirée à Paris et tombent follement amoureux.
Cinq ans plus tard, Marilyne, accompagnée de Boris et de leurs enfants, se rend aux Baléares pour un séjour professionnel. Au moment même où Boris, fatigué de son rôle d'homme au foyer, s'apprête à la quitter, Marilyne fait une fugue amoureuse et disparaît.
Cinq ans après cette fugue, Marilyne vit seule depuis longtemps. Un jour où elle accompagne un groupe d'Américaines venues, au fin fond des Pyrénées, observer l'accouplement du coq de bruyère, elle se rend compte que le guide de haute montagne qui les accompagne n'est autre que Boris
,.

## Fiche technique
- Titre original : Un homme, un vrai
- Réalisation : Arnaud et Jean-Marie Larrieu
- Scénario : Arnaud et Jean-Marie Larrieu, Sophie Fillières
- Musique : Philippe Katerine
- Photographie : Christophe Beaucarne assisté de Guillaume Deffontaines
- Montage : Annette Dutertre
- Décors : Brigitte Brassart
- Costumes : Laurence Struz
- Production : Philippe Martin	et Géraldine Michelot
- Société de production : Haut et Court
- Société de distribution : Haut et Court (France)
- Pays de production :  France
- Langues originales : français et espagnol
- Format : couleurs
- Durée : 117 minutes
- Dates de sortie :
  - France : 15 mai 2003 (festival de Cannes) ; 28 mai 2003 (sortie nationale)

## Distribution
- Hélène Fillières : Marilyne
- Mathieu Amalric : Boris, ancien mari de Marilyn
- Aitana Sánchez-Gijón : Dolorès
- Jocelyne Desverchère : Josépha
- Christophe Paou : un comédien
- Eva Ionesco : l'assistante du producteur
- Daniel Cohen : Mr Suner
- Silvie Laguna : Mme Suner
- Michel Piccoli : lui-même

## Lieux de tournage
Les extérieurs du film ont été tournés : 
- dans les Pyrénées françaises[Où ?],
- à Paris (périphérique et rue de Malte)[3],
- à Ibiza[4].